# قصبة تنس
قصبة تنس من التجمعات السكنية ببلدية تنس يعود تأسيسها إلى نهاية الثالث هجري على يد بحارة أندلسيين واتخذوا منها منازلًا المؤقتة لهم وكانت تعد همزة وصل وسلام بين الأندلس والدولة الرستمية ودولة الادارسة فمن مينائها تنقل الحبوب الى أوروبا ويومًا بعد يوم ازدادت تجارتها وشاعت قصبتها وزاد من جمالها مسجد سيدي معيزة.

## التأسيس
في 262هجري أسس مجموعة من البحارة الأندلسيين " أبو عايشة " والصفر وصهيب " قصبة تنس واستقر بها أهل بيرة وتدمير أصحاب ولد إبراهيم بن محمد بن سليمان بن عبد الله بن الحسن بن الحسن بن علي رضي الله عنه، وبخصوص الأندلسيين اتخذوها لقضاء فصل الشتاء لغاية التقائهم بربر المنطقة الذين رغبوهم في الاستقرار بتنس

## معالم القصبة

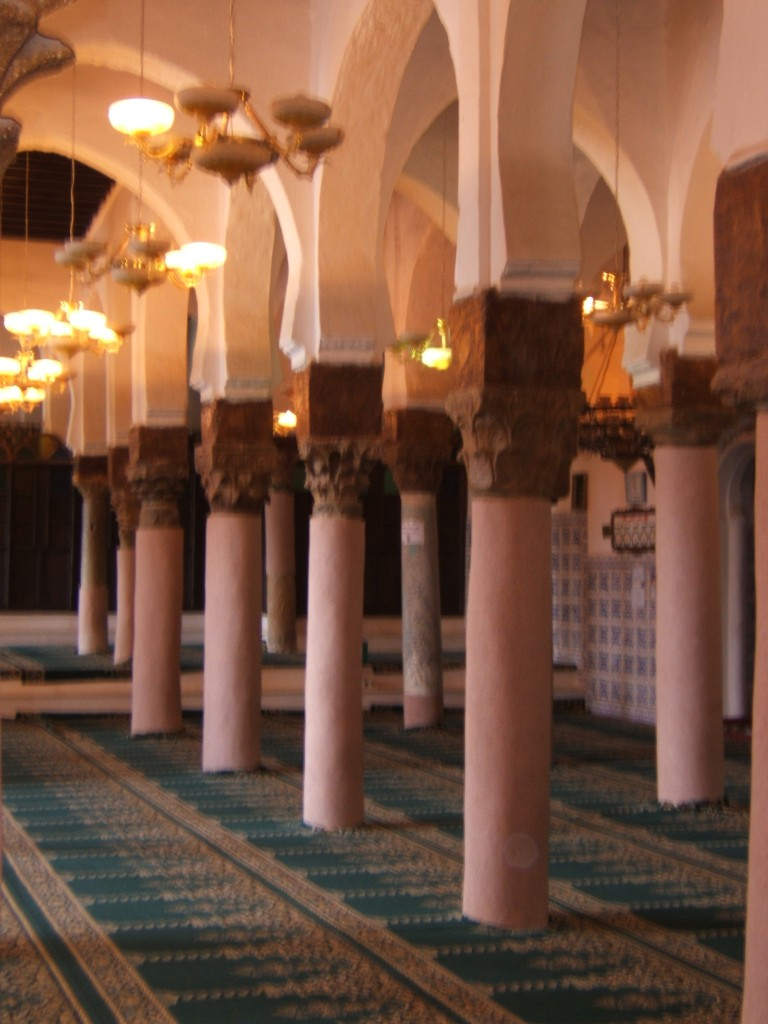
مسجد سيدي بن معيزة

## معالم القصبة[5]
- سيدي معيزة ،
- لالة عزيزة،
- سيدي بلعباس،
- برج الغولة ،

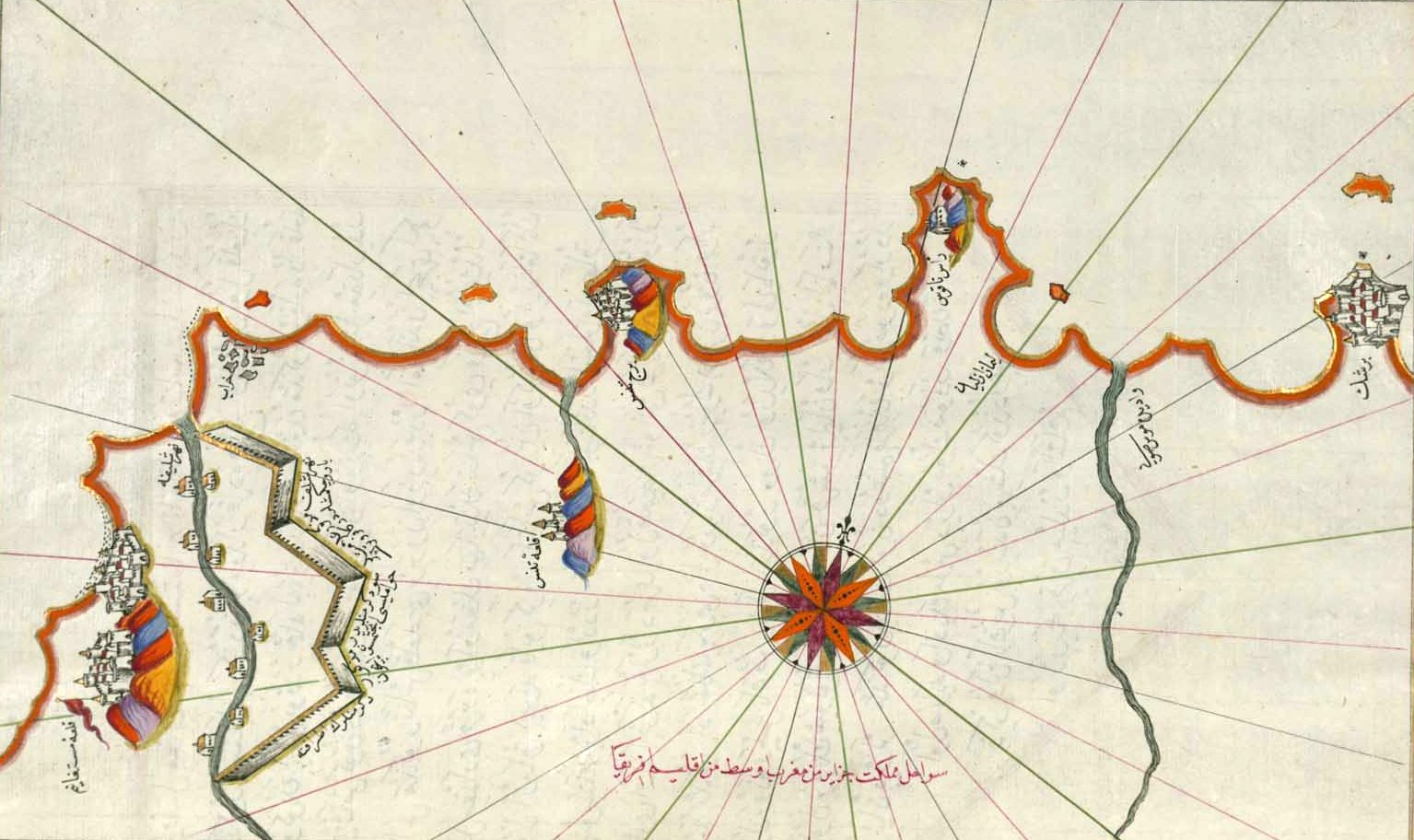
خريطة بيري رايس تظهر فيها تنس ومستغانم

- الأسوار المحيطة بالمدينة ،مسجد سيدي بن معيزة
- باب البحر،
- أبواب الرحبة "اندثر''،
- الخوخة، "اندثر" ،
- القبلة "اندثر".

## وصلة خارجية
- القصبة العتيقة بتنس